# Aéroport international Juan Mendoza

L'aéroport international Juan Mendoza est un aéroport situé dans la ville d'Oruro en Bolivie (code IATA : ORU • code OACI : SLOR).
L'aéroport a été nommé en l'honneur de Juan Mendoza, le premier aviateur de Bolivie.

## Situation
| \| 20 km1:4 514 000 \| Camiri Chimoré Cobija Cochabamba El Trompillo Guayaramerín La Paz Oruro Potosí Puerto · Suárez Riberalta Rurrenabaque San Borja Santa Ana · del Yacuma Sucre Tarija Trinidad Uyuni Santa Cruz Yacuiba |
| 20 km1:4 514 000 |

## Compagnie aérienne et destination
| Compagnies            | Destinations              |
| --------------------- | ------------------------- |
| Boliviana de Aviación | Cochabamba-J. Wilstermann |

Edité le 7/12/2023